# Cerkveni učitelji
Cerkveni učitelji so v katoliški Cerkvi tisti teologi, ki so Cerkvi prispevali mnogo koristnega in jim je papež ali ekumenski koncil priznal izjemno učiteljstvo ter veliko svetništvo. Te časti se podelijo zelo redko, vedno pa le posmrtno in po kanonizaciji. Do sedaj še noben ekumenski koncil ni izkoristil svoje pravice razglasiti nekoga za cerkvenega učitelja. Prvi in najvplivnejši krščanski misleci se imenujejo tudi cerkveni očetje.
Prvotni seznam cerkvenih učiteljev je vključeval le zahodne teologe: Ambroža Milanskega, Avguština iz Hipona, svetega Hieronima in papeža Gregorja I., ki so bili razglašeni leta 1298. Vzhodni učitelji, med katere se prištevajo Atanazij Veliki, Bazilij Veliki, Janez Krizostom in Gregor Nazianški, so bili razglašeni leta 1568, skupaj s Tomažem Akvinskim. Kot predzadnji trije učitelji so bile imenovane tri svetnice, zadnji pa je iz krščanskega Vzhoda (iz Armenije).
Dela cerkvenih učiteljev se med sabo močno razlikujejo po temi in obliki. Nekateri so pisali pretežno kratka pisma in razprave (na primer Gregor, Ambrož), drugi pa so značilni po mistični teologiji (Katarina Sienska, Janez od Križa, Terezija Avilska). Mnogo učiteljev je napisalo dela v zagovor Cerkvi pred herezijami (Avguštin, Bellarmino). Avguštin je napisal tudi prvo avtobiografijo na svetu – Izpovedi (Confessiones). Cerkvena zgodovina Angležev Bede Častitljivega podaja najboljše podatke o Angliji zgodnjega srednjega veka. Postopoma se teologi v seznam vključili tudi Anzelma, Alberta Velikega in Tomaža Akvinskega, ki so pomembni zlasti kot krščanski filozofi. Slednji velja za enega največjih srednjeveških mislecev Zahodne Evrope. Spisi zgodnjih učiteljev podajajo odlično razumevanje teoloških tematik znotraj zgodnje Cerkve.

## Seznam
| #   | Slika                     | Ime                   | Rojen, umrl                                                    | Narodnost            | Službovanje                                                             | Imenoval              |
| --- | ------------------------- | --------------------- | -------------------------------------------------------------- | -------------------- | ----------------------------------------------------------------------- | --------------------- |
| 1.  | Klikni za spremembo slike | Gregor Veliki         | 12. marec 604okoli 540 12. marec 604                           | Rimljan              | papež, benediktinec                                                     | 1298, Bonifacij VIII. |
| 2.  | Klikni za spremembo slike | Ambrož Milanski       | 4. april 397okoli 340 4. april 397                             | Rimljan              | milanski škof                                                           | 1298, Bonifacij VIII. |
| 3.  | Klikni za spremembo slike | Avguštin iz Hipona    | 28. avgust 43013. november 354 28. avgust 430                  | Rimljan iz Afrike    | hiponski škof                                                           | 1298, Bonifacij VIII. |
| 4.  | Klikni za spremembo slike | Hieronim              | 30. september 420okoli 347 30. september 420                   | Rimljan iz Dalmacije | duhovnik, menih                                                         | 1298, Bonifacij VIII. |
| 5.  | Klikni za spremembo slike | Janez Zlatousti       | 14. september 407347 14. september 407                         | Stari Grk            | carigrajski patriarh                                                    | 1568, Pij V.          |
| 6.  | Klikni za spremembo slike | Bazilij Veliki        | 1. januar 379330 1. januar 379                                 | Stari Grk            | cezarejski škof                                                         | 1568, Pij V.          |
| 7.  | Klikni za spremembo slike | Gregor Nazianški      | 25. januar 389329 25. januar 389                               | Stari Grk            | carigrajski patriarh                                                    | 1568, Pij V.          |
| 8.  | Klikni za spremembo slike | Atanazij Veliki       | 2. maj 373298 2. maj 373                                       | Stari Grk iz Egipta  | aleksandrijski patriarh                                                 | 1568, Pij V.          |
| 9.  | Klikni za spremembo slike | Tomaž Akvinski        | 7. marec 12741225 7. marec 1274                                | Italijan             | duhovnik, dominikanec, mistik                                           | 1568, Pij V.          |
| 10. | Klikni za spremembo slike | Bonaventura           | 15. julij 12741221 15. julij 1274                              | Italijan             | kardinal, škof Albana, frančiškan (generalni minister)                  | 1588, Sikst V.        |
| 11. | Klikni za spremembo slike | Anzelm                | 21. april 11091033 ali 1034 21. april 1109                     | Italijan             | canterburyjski nadškof, benediktinec (opat)                             | 1720, Klemen XI.      |
| 12. | Klikni za spremembo slike | Izidor Seviljski      | 4. april 636560 4. april 636                                   | Rimljan              | seviljski nadškof                                                       | 1722, Inocenc XIII.   |
| 13. | Klikni za spremembo slike | Peter Krizolog        | 2. december 450406 2. december 450                             | Rimljan              | ravenski škof                                                           | 1729, Benedikt XIII.  |
| 14. | Klikni za spremembo slike | Leon Veliki           | 10. november 461400 10. november 461                           | Rimljan              | papež                                                                   | 1754, Benedikt XIV.   |
| 15. | Klikni za spremembo slike | Peter Damiani         | 21. februar 10721007 21. februar 1072                          | Italijan             | kardinal, ostijski škof, benediktinec                                   | 1828, Leon XII.       |
| 16. | Klikni za spremembo slike | Bernard iz Clairvauxa | 20. avgust 11531090 20. avgust 1153                            | Francoz              | duhovnik, cistercijan (opat) mistik                                     | 1830, Pij VIII.       |
| 17. | Klikni za spremembo slike | Hilarij iz Poitiersa  | 1. november 367300 1. november 367                             | Rimljan iz Galije    | poitierski škof                                                         | 1851, Pij IX.         |
| 18. | Klikni za spremembo slike | Alfonz Ligvorij       | 1. avgust 178727. september 1696 1. avgust 1787                | Italijan             | škof v Sant'Agata de' Goti, redemptorist, mistik, skladatelj            | 1871, Pij IX.         |
| 19. | Klikni za spremembo slike | Frančišek Saleški     | 28. december 162221. avgust 1567 28. december 1622             | Francoz              | ženevski škof, kapucin, oratorijanec, minimistični tretjerednik         | 1877, Pij IX.         |
| 20. | Klikni za spremembo slike | Ciril Aleksandrijski  | 27. junij 444376 27. junij 444                                 | Stari Grk iz Egipta  | aleksandrijski patriarh                                                 | 1883, Leon XIII.      |
| 21. | Klikni za spremembo slike | Ciril Jeruzalemski    | 18. marec 387315 18. marec 387                                 | Stari Grk            | jeruzalemski škof                                                       | 1883, Leon XIII.      |
| 22. | Klikni za spremembo slike | Janez Damaščan        | 4. december 749676 4. december 749                             | Sirec                | duhovnik, menih, skladatelj                                             | 1883, Leon XIII.      |
| 23. | Klikni za spremembo slike | Beda Častitljivi      | 27. maj 735672 27. maj 735                                     | Anglež               | duhovnik, benediktinec                                                  | 1899, Leon XIII.      |
| 24. | Klikni za spremembo slike | Efrem Sirski          | 9. junij 373306 9. junij 373                                   | Sirec                | diakon, menih, mistik                                                   | 1920, Benedikt XV.    |
| 25. | Klikni za spremembo slike | Peter Kanizij         | 8. maj 15978. maj 1521 21. december 1597                       | Nizozemec            | duhovnik, jezuit                                                        | 1925, Pij XI.         |
| 26. | Klikni za spremembo slike | Janez od Križa        | 14. december 159124. junij 1542 14. december 1591              | Španec               | duhovnik, karmeličan, mistik                                            | 1926, Pij XI.         |
| 27. | Klikni za spremembo slike | Robert Bellarmino     | 17. september 16214. oktober 1542 17. september 1621           | Italijan             | kardinal, nadškof v Capui, jezuit                                       | 1931, Pij XI.         |
| 28. | Klikni za spremembo slike | Albert Veliki         | 15. november 12801193 15. november 1280                        | Nemec                | regensburški škof, dominikanec kemik, astrolog                          | 1931, Pij XI.         |
| 29. | Klikni za spremembo slike | Anton Padovanski      | 13. junij 123115. avgust 1195 13. junij 1231                   | Portugalec           | duhovnik, frančiškan                                                    | 1946, Pij XII.        |
| 30. | Klikni za spremembo slike | Lovrenc iz Brindisija | 22. julij 161922. julij 1559 22. julij 1619                    | Italijan             | duhovnik, kapucin (generalni vikar), diplomat                           | 1959, Janez XXIII.    |
| 31. | Klikni za spremembo slike | Terezija Avilska      | 4. oktober 158228. marec 1515 4. oktober 1582                  | Španka               | karmeličanka, mistikinja                                                | 1970, Pavel VI.       |
| 32. | Klikni za spremembo slike | Katarina Sienska      | 29. april 138025. marec 1347 29. april 1380                    | Italijanka           | dominikanska tretjerednica, posvečena devica, mistikinja, stigmatikinja | 1970, Pavel VI.       |
| 33. | Klikni za spremembo slike | Terezija iz Lisieuxa  | 30. september 18972. januar 1873 30. september 1897            | Francozinja          | karmeličanka, mistikinja                                                | 1997, Janez Pavel II. |
| 34. | Klikni za spremembo slike | Janez Avilski         | 10. maj 15696. januar 1499 10. maj 1569                        | Španec               | duhovnik, mistik                                                        | 2012, Benedikt XVI.   |
| 35. | Klikni za spremembo slike | Hildegarda iz Bingna  | 17. september 11791098 17. september 1179                      | Nemka                | benediktinka (opatinja) mistikinja, skladateljica, polihistorka         | 2012, Benedikt XVI.   |
| 36. | Klikni za spremembo slike | Gregor iz Nareka      | 31. december 1003951 1003                                      | Armenec              | menih, pesnik                                                           | 2015, Frančišek       |
| 37. | Klikni za spremembo slike | Irenej Lyonski        | . Manjka obvezen parameter 1=''mesec''! 130okoli 130 okoli 202 | Rimljan              | lyonski škof                                                            | 2022, Frančišek       |